# Tirso Martins
Tirso Martins  (Rio de Janeiro, 4 de janeiro de 1882 — São Paulo, 29 de maio de 1941) foi um advogado e político brasileiro. Foi deputado estadual na Assembleia Legislativa do Estado de São Paulo na década de 1920. Também ocupou vários cargos na administração do Governo de São Paulo, entre os quais, o de Diretor-comandante da Polícia de São Paulo e Superintendente da Guarda Civil de São Paulo na administração de Pedro de Toledo.

## Biografia
Tirso Queirolo Martins de Sousa  nasceu em 4 de janeiro de 1882, na cidade do Rio de Janeiro, então Distrito Federal.
Era descendente de antigos colonos portugueses, há séculos já estabelecidos no Brasil. Era filho de Bráulio Martins de Sousa e Amelia Queirolo Martins de Souza. Foi casado com Maria Eulina Pereira Martins, com quem teve Thyrso Martins Filho. Possuía como irmãos: Cássio Martins, Laio Martins, Ismara Martins Rangel, Jupira Martins e Rezende, Sylvia Martins do Amaral e Aurelia Martins Barbosa. Era cunhado de João Climaco Pereira, diretor geral da Chefatura de Policia e seu tio era Ubirajara Martins, diretor da Light & Power.
Em 1904, obteve o seu bacharelado em ciências jurídicas e sociais. Estabeleceu banca de advocacia na cidade de Niterói e ali iniciou também a sua carreira política, como vereador da cidade em 1909, onde ocupou a liderança da maioria.
Em 1911, mudou-se para a cidade de São Paulo para exercer cargo na policia de Taquaritinga, sendo sucessivamente indicado para exercer as mesmas funções em cidades como Itu, São Manuel, São Carlos, Jaú e, finalmente, na capital paulista, onde se estabeleceu definitivamente.
Entre 1916 e 1917 ocupou durante interinamente a diretoria da Penitenciária Estadual. Em seguida, foi nomeado para a delegacia-geral da Polícia, durante o governo de Altino Arantes, cargo que exerceu por três anos, de 1917 a 1920. Nesse comando, liderou a repressão ao grave surto de greves e anarquias que ocorreram entre 1917 e 1920.
Em abril de 1922, foi eleito deputado estadual pela primeira vez, tendo sido reeleito em 1924. Na Assembleia Legislativa do Estado de São Paulo atuou na Comissão de Obras Públicas, Viação e Aviação.
Em 31 de maio de 1932, a pouco mais de um mês do início da Revolução Constitucionalista, exercia a advocacia na área criminalista na capital paulista quando foi chamado pelo então interventor federal Pedro Manuel de Toledo para ocupar o cargo de Diretor-comandante da Polícia de São Paulo e de Superintendente da Guarda Civil de São Paulo, substituindo o diretor interino Braulio de Mendonça que assumiu após a saída do Major Cordeiro de Farias (um tenenista, antigo oficial da Coluna Prestes e leal à ditadura de Getúlio Vargas) ocorrida em 23 de maio de 1932.
Na qualidade desse cargo, Tirso Martins organizou e comandou o policiamento na capital e demais cidades do interior do estado, num momento de grave crise na segurança pública, pois, além de praticamente todo o contingente da Força Pública do Estado de São Paulo se encontrar nas trincheiras nas frentes de combate, havia a ameaça comunista e anárquica pelo Estado, somados aos agitadores e agentes espiões da ditadura de Getúlio Vargas infiltrados em São Paulo, os quais visavam desestabilizar a ordem social, os próprios governos e instigar um contra-levante, no intuito de derrubar o governo paulista e debelar a própria revolução em curso. Ao longo daquele período, realizou inúmeras prisões de agentes infiltrados e frustrou diversos planos de sabotagem na capital e pelo interior do estado.
Em 15 de julho de 1932, Tirso Martins ordenou a prisão do general Miguel Costa, consumada pelo subdelegado de polícia Francisco Silva, da região do Bosque da Saúde, uma ação que contou com a ajuda da guarda da Força Pública do Estado de São Paulo. O general ela aliado de Getúlio Vargas e foi um dos responsáveis pela crise em São Paulo que precedeu o conflito armado ocorrido naquele ano. Além disso, parte dos espiões e sabotadores atuantes em São Paulo eram partidários de Miguel Costa.
Em 29 de setembro de 1932, quando se iniciaram as tratativas para o fim do conflito, Tirso Martins deixou o cargo por discordar de qualquer negociação nesse sentido. Foi substituído interinamente no cargo pelo coronel Brasílio Taborda, que de imediato teve de conter um surto de violência desencadeado na capital e que visava derrubar o governo estadual e debelar o comando paulista da Revolução. O contra-levante foi promovido por anarquistas, comunistas e partidários de Miguel Costa e de Getúlio Vargas, os quais, em conjunto e recém-libertados da prisão, empreenderam a rebelião na capital, visando debelar a Revolução Constitucionalista e o próprio governo paulista. Apesar da grande e repentina violência na capital, com significativo número de mortos e feridos, o contra-levante foi contido pelo coronel Taborda em 1º de outubro de 1932, que para tanto contou com o auxílio de combatentes paulistas que retornavam das trincheiras, incluindo civis voluntários que atuaram na retomada dos quarteis da capital e no patrulhamento das ruas da capital.

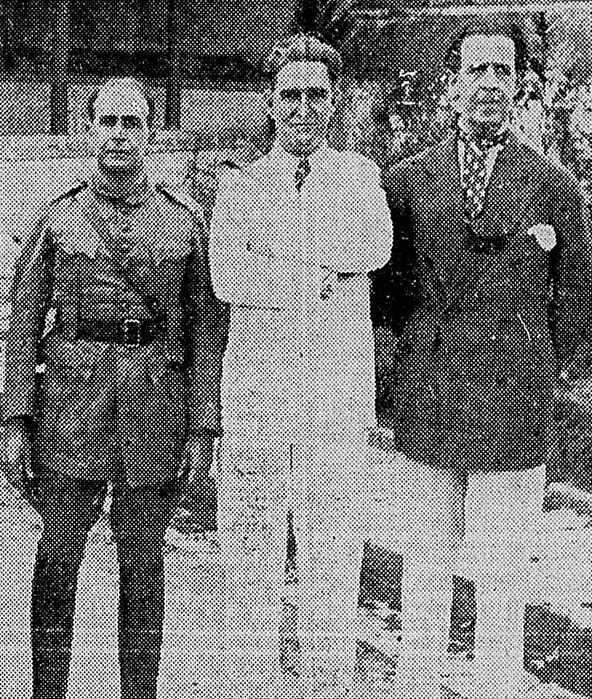
Azarias Silva, Tirso Martins e Ibrahim Nobre, respectivamente, na saída da Casa de Correção do Rio de Janeiro, em 28 de outubro de 1932

Assinou o manifesto Ao Povo de S. Paulo promovido pelo governador Pedro de Toledo e seu secretariado, publicado em 2 de outubro de 1932. O texto dava satisfações à população e manifestava o posicionamento do governo Pedro de Toledo sobre o desfecho do conflito, que entre outros, contrariedade com o acordo assinado entre a Força Pública Paulista e o governo federal. 
Ao fim do conflito, Tirso Martins foi preso na Casa de Correção do Rio de Janeiro, ao lado de presos comuns. Foi solto somente em 28 de outubro de 1932 e embarcou para o exílio em 1º de novembro, junto a demais companheiros de revolução, na primeira leva de exilados, em viagem no vapor Pedro I. Na partida para o exílio disse aos jornalistas: "Aqui, como alhures, com o Brasil no coração e São Paulo no pensamento". Retornou ao Brasil somente em agosto de 1933, após autorização especial da ditadura. 
Em 1934, tentou pleito na Câmara Federal dos Deputados e na Assembleia Estadual de São Paulo pelo Partido Republicano Paulista (PRP), mas, sem sucesso, em muito por conta do desprestígio que se encontrava aquela agremiação política. Deixou o PRP em 1935 e voltou à banca de advogado.
Em 1937, apoiou o candidato Armando Salles de Oliveira para a Presidência da República, porém, por causa do novo golpe de estado promovido por Getúlio Vargas em novembro daquele ano, as eleições foram canceladas.
Entre 1940 e 1941 foi diretor presidente da S.A. Central Elétrica de Rio Claro. Em fevereiro de 1941, foi designado para a Diretoria do Instituto de Criminologia de São Paulo.
Tirso Martins morreu em 29 de maio de 1941, na cidade de São Paulo. O seu sepultamento ocorreu no dia seguinte, no Cemitério da Consolação. A cerimônia fúnebre contou com amplas homenagens e com a presença de várias autoridades do governo estadual e de ilustres da sociedade paulistana, entre os quais, o então interventor federal Ademar de Barros e Ibrahim Nobre. 

## Homenagens
Em sua memória há na Vila Mariano, na cidade de São Paulo, a rua “Doutor Thirso Martins”.